# Siamon Walfson
Siamon Jakaulewicz Walfson (biał. Сямён Якаўлевіч Вальфсон; ur. 27 maja?/8 czerwca 1894 w Bobrujsku, zm. 1941 w Mińsku) – białoruski filozof, pedagog i literaturoznawca, wykładowca i działacz państwowy Białoruskiej SRR. 

## Życiorys
Przed I wojną światową studiował filozofię w Heidelbergu, jednak w 1915 wrócił do Rosji, gdzie cztery lata później ukończył studia na Uniwersytecie Kijowskim. Od 1921 związany z Białoruskim Uniwersytetem Państwowym, na którym pełnił urząd dziekana Wydziału Prawa i Gospodarki (1925—1930), a w latach 1931—1938 stał na czele Instytutu Filozofii i Prawa. Od 1936 był pierwszym zastępcą dziekana Wydziału Nauk Społecznych BUP. 
W 1928 zasiadł w Akademii Nauk Białoruskiej SRR. Osiem lat później został sekretarzem Wydziału Nauk Społecznych Akademii. 
Od 1929 do 1938 był członkiem Centralnego Komitetu Wykonawczego Białoruskiej SRR. 
Podczas fali czystek stalinowskich w 1938 trafił do zakładu psychiatrycznego, w którym pozostał przez dwa lata. Po wejściu wojsk niemieckich do Mińska w 1941 został aresztowany i zamordowany. 
Zajmował się naukowo historią filozofii, socjologii, nauki i kultury oraz sprawami religii. Pisał podręczniki poświęcone materializmowi dialektycznemu. Badał twórczość Maksima Gorkiego i Aleksandra Puszkina. Opublikował książki poświęcone nazizmowi: Teorie rasowe faszyzmu i klasowe (1934), Rasowe teorie niemieckiego faszyzmu (1937).

## Wybrane publikacje
- Диалектический материализм, Mińsk 1922
- Марксизм и педагогика, Mińsk 1924
- Плеханов, Mińsk 1924
- За марксізм, Mińsk 1928
- Сучасная рэлігійнасьць, Mińsk 1930
- Расавыя тэорыі фашызму і клясавае ходаньне, 1934
- Супраць расавых тэорый, Mińsk 1935
- Сям'я і шлюб у гістарычным развіцці, Mińsk 1937
- Расавыя тэорыі" германскага фашызму, Mińsk 1937
- В матрацной могиле: Повесть из жизни Генриха Гейне, Mińsk 1940